# Carpospiza brachydactyla
La passera lagia chiara o passera lagia minore (Carpospiza brachydactyla Bonaparte, 1850) è un uccello passeriforme, della famiglia Passeridae, unica specie vivente del genere Carpospiza. Talora viene compresa nel genere Petronia.

## Descrizione
È un volatile principalmente insettivoro, la testa è marroncina chiara, le ali sono rossicce e ricoperte da qualche leggera striatura grigiastra, nella parte terminale di esse sono presenti spirali bianche con una piuma nera piuttosto lunga. La pancia è color rosa mentre il collo tende a essere più chiaro rispetto all'intero corpo. La passera lagia chiara è munita di forti artigli lunghi circa 2-3 centimetri che essa utilizza nella caccia alle sue prede, quali bruchi, vermi, cavallette e centopiedi.

## Distribuzione e habitat
È diffuso in un'area che va dall'Europa sudorientale a tutto il Medio Oriente ai paesi della costa orientale dell'Africa: lo si trova stabilmente in Afghanistan, Armenia, Azerbaigian, Bahrein, Gibuti, Egitto, Eritrea, Etiopia, Georgia, Iran, Iraq, Israele, Giordania, Kuwait, Libano, Oman, Pakistan, Qatar, Arabia Saudita, Sudan, Siria, Turchia, Turkmenistan ed Emirati Arabi Uniti, e di passaggio a Cipro e nello Yemen.